# سانتس راو: غيت أوت أوف هيل
سانتس راو: غيت أوت أوف هيل (بالإنجليزية: Saints Row: Gat out of Hell)‏ ، هي لعبة فيديو إلكترونية من نوع أكشن ومغامرات والعالم المفتوح، أنتجها شركتي فوليشن
 وهاي فولتيتج سوفتوير ، ونشرها شركة ديب سيلفر الألمانية سنة 2015م ، وتعمل لأنظمة ستيم أو إس وبلاي ستيشن 4 وإكس بوكس ون وغيرها.